# Lehbab
Lehbab (in arabo لهباب	‎?), detta anche Lahbab, è una comunità dell'Emirato di Dubai, negli Emirati Arabi Uniti. Si trova nel Settore 7 e Settore 8 nella zona orientale di Dubai.

## Territorio
Il territorio della comunità occupa una superficie di 97,0 km² che si sviluppa in un'area non urbana nella zona orientale di Dubai.
L'area è delimitata a ovest dalla Umm Al Mo'meneen e Le Hemaira, a sud dalla Margham e Nazwah a ovest, dalle comunità di Al Meryal e a nord dalla comunità di Mereiyeel, Enkhali e Al Wohoosh. Il territorio è attraversato da Dubai-Hatta Road (E 44) e Lehbab Road (E 77).

La comunità è divisa in due sottocomunità:
- Lehbab First (codice comunità 731), a est
- Lehbab Second (codice comunità 831), a ovest

Metà dell'area è desertica e si trova a sud della Riserva di conservazione del deserto di Al Wohoosh, un'area protetta a Dubai.
La zona è prevalentemente residenziale e ospita il Lehbab Camel Race Track nell'angolo nord-est di Lehbab First.
Nella comunità sono presenti delle fattorie per la produzione ortofrutticola e per la produzione di uova e allevamento di pollame.
L'area non è attualmente servita dalla Metropolitana di Dubai, tuttavia la linea di superficie E 16, che collega Al Sabkha con Hatta, percorre la Dubai-Hatta Road ed effettua delle fermate in Lehbab.